# Podejźrzon księżycowy
Podejźrzon księżycowy (Botrychium lunaria (L.) Sw.) – gatunek paprotnika z rodziny nasięźrzałowatych (Ophioglossaceae). Rozmnaża się za pomocą zarodników oraz kłączy. Gatunek kosmopolityczny – jest to najszerzej rozprzestrzeniony przedstawiciel rodzaju.

## Zasięg geograficzny
Roślina występuje na terenie prawie całej Europy, Azji, Ameryce Północnej, na południowym krańcu Ameryki Południowej, Australii, w górach rośnie po piętro alpejskie.
W Polsce rośnie w rozproszeniu na terenie całego kraju. Największe skupienia stanowisk tego gatunku zlokalizowane są w południowo-zachodniej, południowej i północno-wschodniej części kraju. W południowo-wschodniej Polsce gatunek podawany był z kilku stanowisk, zlokalizowanych głównie w Bieszczadzkim Parku Narodowym – na połoninach w grupie Halicza i Krzemienia, w okolicach Beniowej oraz na Wzgórzach Łuczycko-Jaksmanickich koło Przemyśla.

## Morfologia
PokrójRoślina wysoka na 5–30 cm z podziemnym kłączem, z którego wyrasta jeden liść. Kłącze charakteryzuje się klonalnym typem wzrostu i odznacza się ortotropowym kierunkiem wzrostu. Łodyga ta jest mięsista, bezzieleniowa i przeważnie krótka, bez rozgałęzień. Budowa anatomiczna tych podziemnych łodyg jest w zasadzie syfonosteliczna. Przyrost wtórny drewna i łyka dzięki działalności kambium. System korzeniowy jest rozwinięty w niewielkim stopniu. Nieliczne, słabo rozgałęzione i mięsiste korzenie przerośnięte są przez grzyby mykoryzowe.
LiścieOgonek liściowy długi do 15 cm, gruby na 5 mm, rozgałęzia się nad ziemią dychotomicznie i podzielony jest na część płodną i płonną. Blaszka siedząca, do 10 cm długości, 4 cm szerokości, podługowata, zwykle pierzasta.
Płonna część liścia (część asymilacyjna liścia) jest żółtozielona, pojedynczo pierzasta, wydłużona, połyskująca, w zarysie podłużnie owalna. Z każdej strony jest 2–9 odcinków pierzastego liścia, częściowo się zakrywających. Dolne odcinki są półksiężycowate, górne klinowane. Listki całobrzegie lub lekko karbowane, z widlastym unerwieniem bez wyraźnego nerwu głównego.
Zarodnionośna część (płodna) oddziela się w połowie długości liścia, dzieli się dwu-trzykrotnie pierzasto na kształt wiechy. W okresie dojrzewania zarodników rozgałęzienia części płodnej skupiają się i ich „pierzastość” jest mało widoczna. Zarodniowa część liścia powstaje w ten sposób, że na jej szczycie czterodzielna komórka wierzchołkowa odcina segmenty, które, dzieląc się, tworzą tkankę twórczą liścia, W dalszym ciągu rozwoju tkanka ta różnicuje się na dwa równoległe, pionowo stojące pasma tkanki sporogenicznej. Każde pasmo jest szerokości dwóch do trzech i grubości trzech do czterech komórek. Następnie tworzą się regularnie rozmieszczone grupy komórek archesporialnych łączące się tkanką przewodzącą, a oddzielone poprzecznie komórkami płonnymi. Każda z tych grup komórek, dzieląc się, tworzy pewną liczbę komórek sporogenicznych. Tkanka płonna wytwarza ściankę zarodni, a tkanka sporogeniczna wykształca komórki macierzyste zarodników, a na zewnątrz kilkuwarstwowe tapetum, które stopniowo rozpuszcza się, tworząc masę plazmodialną otaczającą zarodniki. W miarę dojrzewania zarodni wysycha tkanka płonna rozdzielająca zarodnie, wskutek czego pękają one poprzeczną szczeliną.
Interesująca jest budowa sporofilowego odcinka blaszki, który ma liczne dodatkowe element przewodzące i być może, powstał przez połączenie się dwóch segmentów blaszki liściowej.
ZarodnieKuliste zarodnie są stosunkowo duże, mogą dochodzić do 3 mm średnicy i u podejźrzonów umieszczone są często na krótkich trzoneczkach, do których wchodzą wiązki przewodzące. Jest to więc w zasadzie szczytowe położenie zarodni. Dojrzewają od maja do września. Ściana zarodni podejźrzona zbudowana jest z wielu warstw komórek i na tej podstawie gatunek ten włączany był do grupy paproci grubozarodniowych (Eusporangiatae).

## Biologia i ekologia
Bylina. Zarodek jest egzoskopowy, rozwój jego jest powolny, początkowe jego stadia aż do wytworzenia pierwszych organów, tzn. liścia  i pierwotnego korzenia, mogą trwać kilka lat.
Gatunek ten według klasyfikacji Raunkiera należy do hemikryptofitów, czyli bylin, których pąki zimujące umieszczone są na pędach przy powierzchni ziemi, dlatego może on występować zarówno w najzimniejszych, jak i umiarkowanie ciepłych częściach Polski.
Liczba chromosomów 2n = 90.
Na północnych szerokościach geograficznych i wzniesieniach jest to roślina otwartych, łąk i muraw, jak również słabo zarośniętych roślinnością piargów. Na południowych szerokościach geograficznych można znaleźć ją na terenach leśnych, łąkach i słabo zarośniętych wydmach. W Europie Środkowej rośnie na łąkach, wrzosowiskach, porębach leśnych, piaszczystych przydrożach, miedzach, trawiastych skarpach, na łąkach, w ubogich murawach. Preferuje glebę ubogą w wapń, umiarkowanie kwaśną, próchniczną i gliniastą. Nie toleruje cienia i nawożenia. Gatunek charakterystyczny muraw bliźniczkowych z rzędu Nardetalia.
Zanikanie Botrychium lunaria obserwuje się w całej Polsce, a związane jest głównie z przekształcaniem siedlisk w wyniku sukcesji wtórnej roślinności leśnej, rozwoju krzewów i drzew, co prowadzi do zacienienia i stopniowego wypierania tej paproci.

## Zagrożenia i ochrona
Roślina objęta w Polsce ścisłą ochroną gatunkową od 2004 roku.
Roślina umieszczona na Czerwonej liście roślin i grzybów Polski (2006) pośród gatunków narażonych na wyginięcie (kategoria zagrożenia VU). W wydaniu z 2016 roku umieszczona w tej samej kategorii. Na obszarze Wielkopolski gatunek ten ma status EN – zagrożony.